# Ħamrun Spartans Football Club
El Ħamrun Spartans Football Club és un club de futbol de la ciutat de Ħamrun.

## Història
- 1907 : Fundació amb el nom de Hamrun Spartans FC
- 1918 : Rebatejat Hamrun United
- 1919 : Rebatejat Hamrun Spartans FC
- 1921 : Rebatejat Hamrun Lions
- 1922 : Rebatejat Hamrun Spartans FC

## Palmarès
- Lliga maltesa de futbol: 1914, 1918, 1947, 1983, 1987, 1988, 1991, 2021, 2023, 2024
- Copa maltesa de futbol: 1983, 1984, 1987, 1988, 1989, 1992